# Monóxido de carbono deshidrogenasa
La monóxido de carbono deshidrogenasa es una enzima de la familia de las oxidorreductasas, que cataliza la reacción química siguiente:
Los tres substratos de esta enzima son CO, H2O y A. Los productos son CO2 y AH2.
Para muchos seres vivos, el monóxido de carbono es un gas peligroso, que al convertirse en dióxido de carbono reduce su toxicidad.
Esta enzima pertenece a la familia de las oxidorreductasas que actúan con grupos donadores oxo- y aldehídicos. Su nombre sistemático es monóxido de carbono:aceptor oxidorreductasa. Otros nombres son: a) monóxido de carbono deshidrogenasa anaeróbica; b) monóxido de carbono oxigenasa; c) monóxido de carbono:(aceptor) oxidorreductasa. 

## Clases
Se han identificado dos principales tipos de enzimas monóxido de carbono deshidrogenasa (MCDH): 1) en bacterias aeróbicas se ha encontrado una MCDH que contiene un Mo-[2Fe-2S]-FAD en sitio activo; 2) en bacterias anaeróbicas se han purificado enzimas MCDH Ni-[3Fe-4S]. Ambas son capaces de catalizar la conversión reversible entre monóxido de carbono (CO) y dióxido de carbono (CO2). La MCDH puede ser monofuncional o bifuncional. En este último caso, forma un clúster bifuncional con acetil-CoA sintasa (ACS), según se ha encontrado y caracterizado en bacterias anaerobias Moorelia thermoacetica.

## Funciones
La monóxido de carbono deshidrogenasa participa en varias actividades biomoleculares procariotas, que incluyen el metabolismo de bacterias:
- Metanogénicas
- Acetogénicas
- Reductoras de sulfatos
- Hidrogenogénicas

La reacción bidireccional catalizada por las MCDH juega un rol importante en el ciclo del carbono, al propiciar que los organismos usen CO como fuente de energía y el CO2 como suministrador de carbono. La MCDH puede generar una enzima monofuncional, como en el caso de la Rhodospirillum rubram, o bien, formar clusters con acetil-CoA sintasa (ACS), como se ha encontrado en M. thermoacetica. Si funcionan de manera concertada, ya sea como enzimas estructuralmente independientes o en la modalidad de MCDH/ACS, ambas catalizaciones son vitales para la fijación de carbono en el proceso de la ruta reductiva acetil-CoA.  

## Importancia ambiental
La MCDH desempeña un rol muy importante al mantener, mediante el metabolismo microbiano, niveles actuales de monóxido de carbono en la atmósfera favorables a otros seres viventes, ya que no todos pueden procesar el CO, y hasta es mortal.